# Dysomma fuscoventralis
Dysomma fuscoventralis is een straalvinnige vissensoort uit de familie van kuilalen (Synaphobranchidae). De wetenschappelijke naam van de soort is voor het eerst geldig gepubliceerd in 1982 door Karrer & Klausewitz.